# Antonio Alberghini

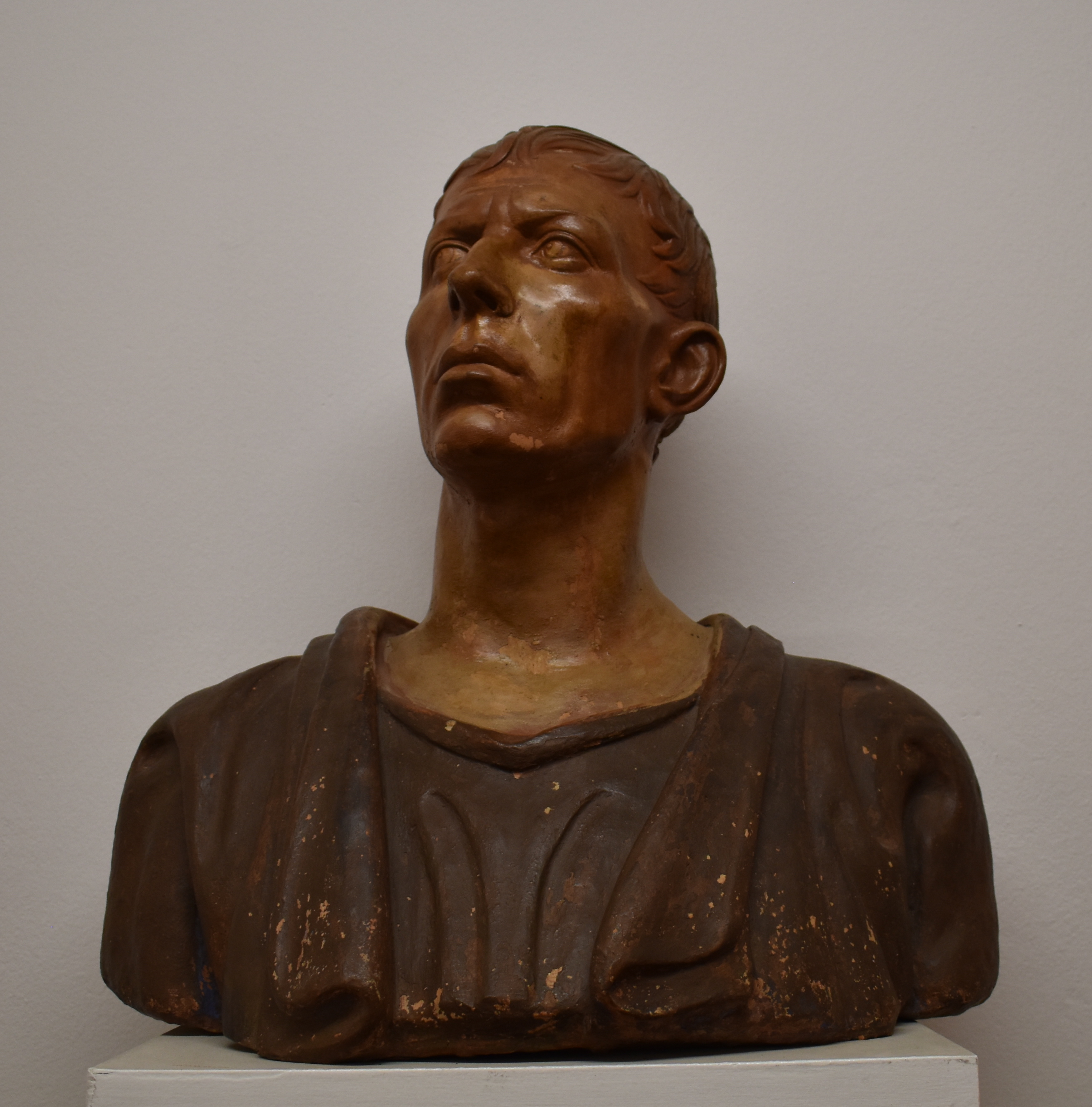
Antonio Alberghini, Il Pastore, Pinacoteca Civica Pieve di Cento

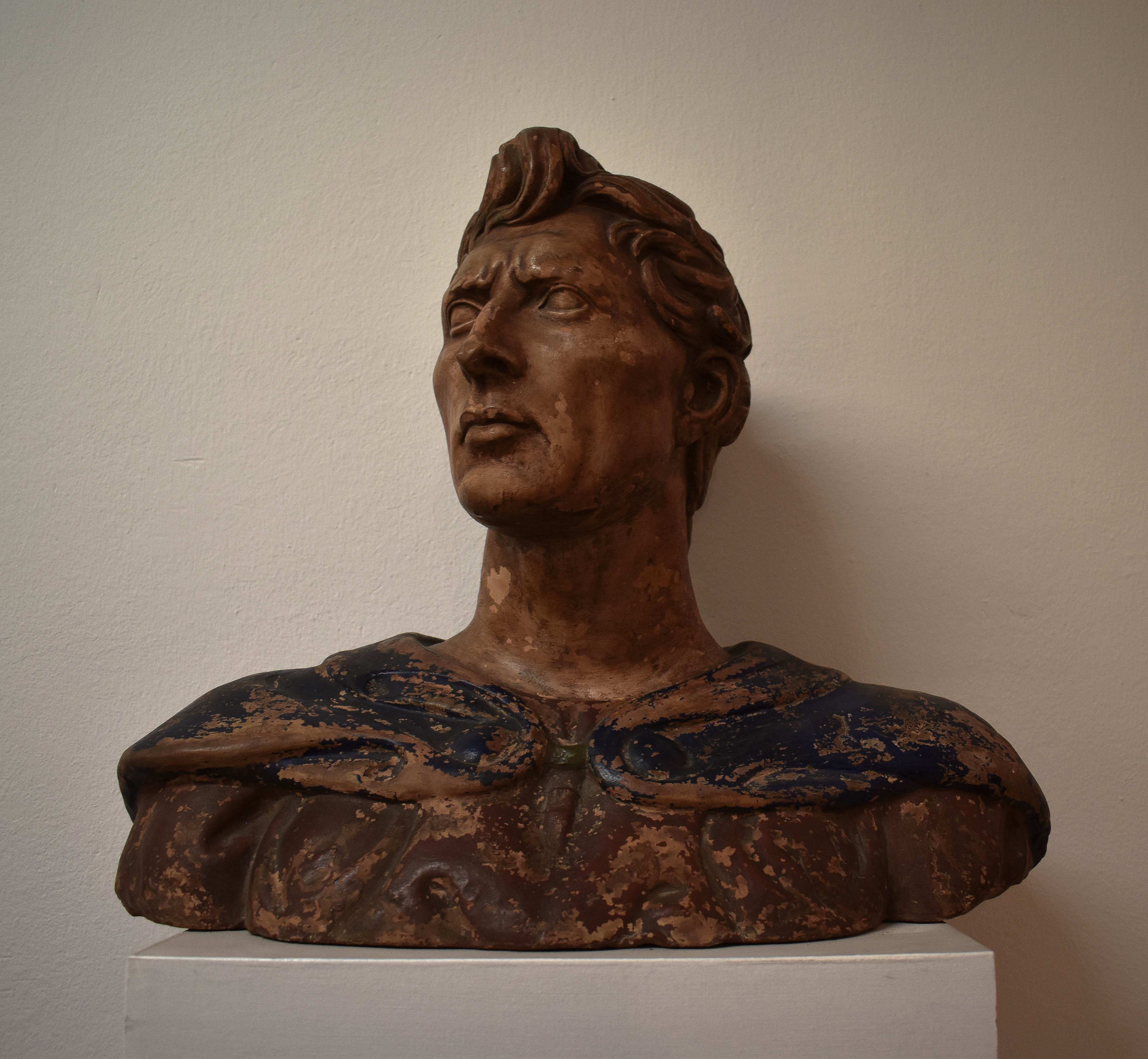
Antonio Alberghini, San Giorgio, Pinacoteca Civica Pieve di Cento

Antonio Alberghini (Pieve di Cento, 1888 – Pieve di Cento, 1979) è stato uno scultore italiano.

## Biografia
Frequentò l'Accademia di Belle Arti di Bologna sotto la guida di Enrico Barberi. Compì un soggiorno di studio a Parigi, dove frequentò l'atelier di Auguste Rodin. Si stabilì quindi a Milano, dove visse per sei anni ospite del tenore centese Giuseppe Borgatti, che ritrasse varie volte; uno dei ritratti è custodito presso il museo del teatro comunale di Cento, intitolato a quest'ultimo. Di un altro celebre tenore, Enrico Caruso, eseguì un ritratto nel 1911. 
Rientrato a Pieve di Cento, Alberghini si inserì nella corrente di rivisitazione dell'arte del Rinascimento, tipica dello stile novecento, come testimoniano le sculture custodite nella locale pinacoteca civica: un busto di Ilaria del Carretto, una Leda col cigno, un San Giorgio e un Busto di nobile. 
Un suo Autoritratto in costume del Quattrocento è a Bondeno presso la collezione Grandi, nella cui fornace Alberghini talvolta cuoceva le proprie opere fittili. Sempre alla collezione Grandi appartiene un ritratto ideale della celebre attrice Eleonora Duse, mentre un Cristo bronzeo è nel cimitero comunale di Cento. A Ferrara, alla cui provincia apparteneva all'epoca il comune di Pieve di Cento, partecipò alle collettive del 1928 e del 1932. Ad inizio degli anni Trenta eseguì tre dei busti in marmo collocati nel Sacrario dei Martiri fascisti (Agostino Ferioli, Napoleone Lenzi, Luigi Vaccari) posto nell'allora nuova sede della Casa del Fascio, assieme ai colleghi Giuseppe Virgili, Ulderico Fabbri, Enzo Nenci, Laerte Milani e Gaetano Galvani nonché i profili in bassorilievo di Ugo d'Este e Parisina Malatesta (1935) per il palazzo Arlotti. Nel 1948 realizzò un busto neo-rinascimentale per la facciata di palazzo Roverella, sede del circolo Negozianti.
Nel 1931 a Cento eseguì i rilievi per il monumento ai caduti, nonché un profilo di Cristo benedicente per la Collegiata di San Biagio, identico a quello che compare nella tomba Grandi del cimitero di Bondeno.
Alcune delle sue opere sono esposte alla Pinacoteca Civica di Pieve di Cento, tra cui Il pastore e San Giorgio.